# Francesco De Bonis
Francesco De Bonis (Isola del Liri, 14 april 1982) is een Italiaans wielrenner.
Zijn grootste overwinning tot nu toe is de koninginnenrit in de Ronde van Romandië op 3 mei 2008.
Op 17 juni 2009 werd De Bonis betrapt op dopingmisbruik door middel van het bloedpaspoort. Eerder waren er al speculaties en verdachte bloedwaardes rond De Bonis. In juni 2011 werd het hoger beroep van de renner afgewezen door het CAS, maar De Bonis was een week eerder alweer startgerechtigd.

## Overwinningen
2007
- Gran Premio Folignano
- Trofeo Internazionale Bastianelli

2008
- 4e etappe Ronde van Romandië
- Bergklassement Ronde van Romandië

## Resultaten in voornaamste wedstrijden
| Jaar | Ronde van Italië | Ronde van Frankrijk | Ronde van Spanje |
| ---- | ---------------- | ------------------- | ---------------- |
| 2008 |                  |                     |                  |
| 2009 | 84e              |                     |                  |

| Jaar |  | Wereldranglijsten |
| ---- |  | ----------------- |
| 2008 |  | 107e (UPT)        |
| 2009 |  |                   |